# Église Saint-Rémi de Gricourt
L'église Saint-Rémi de Gricourt est une église située à Gricourt, en France.

## Description

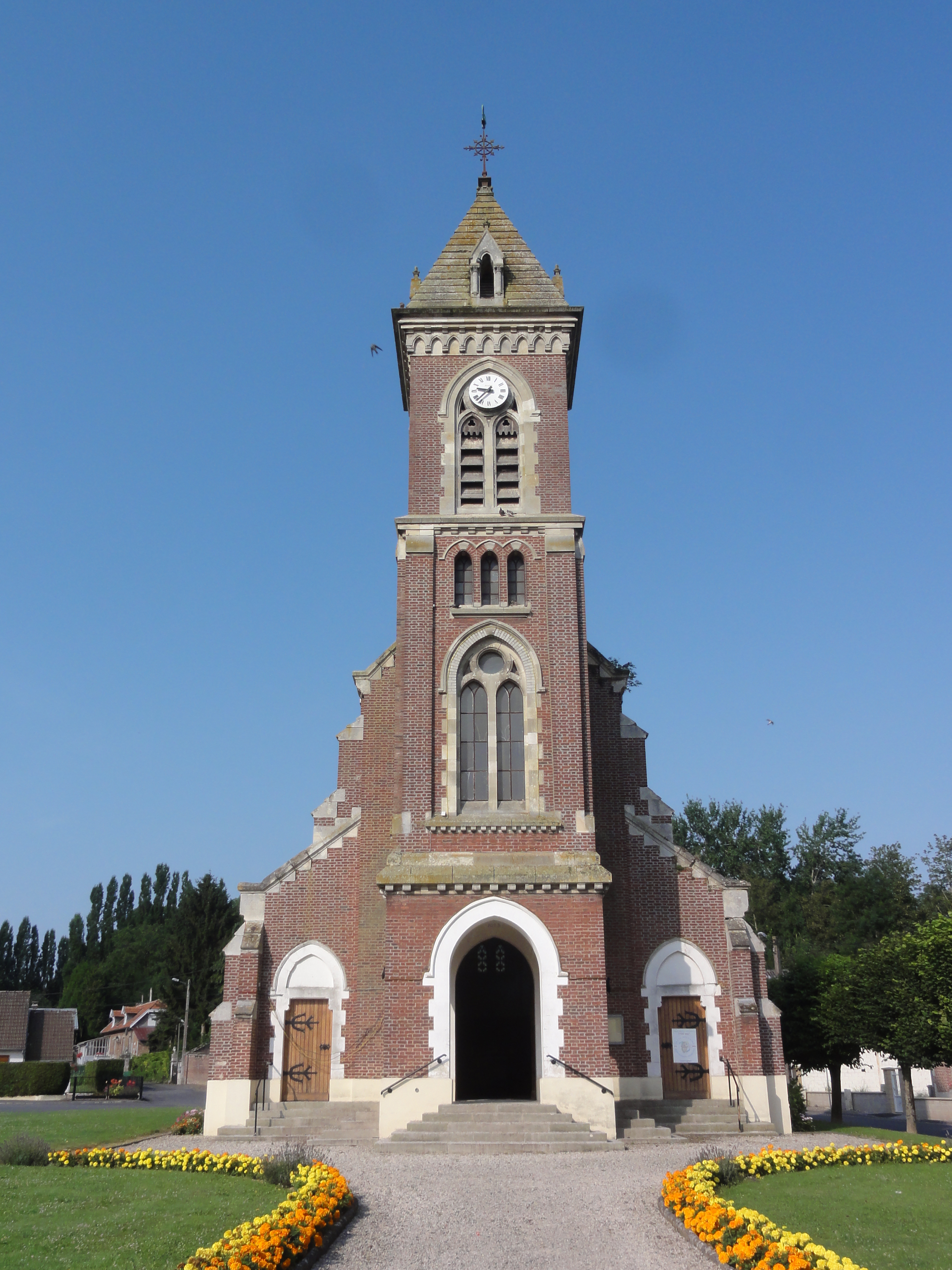
Façade d'entrée
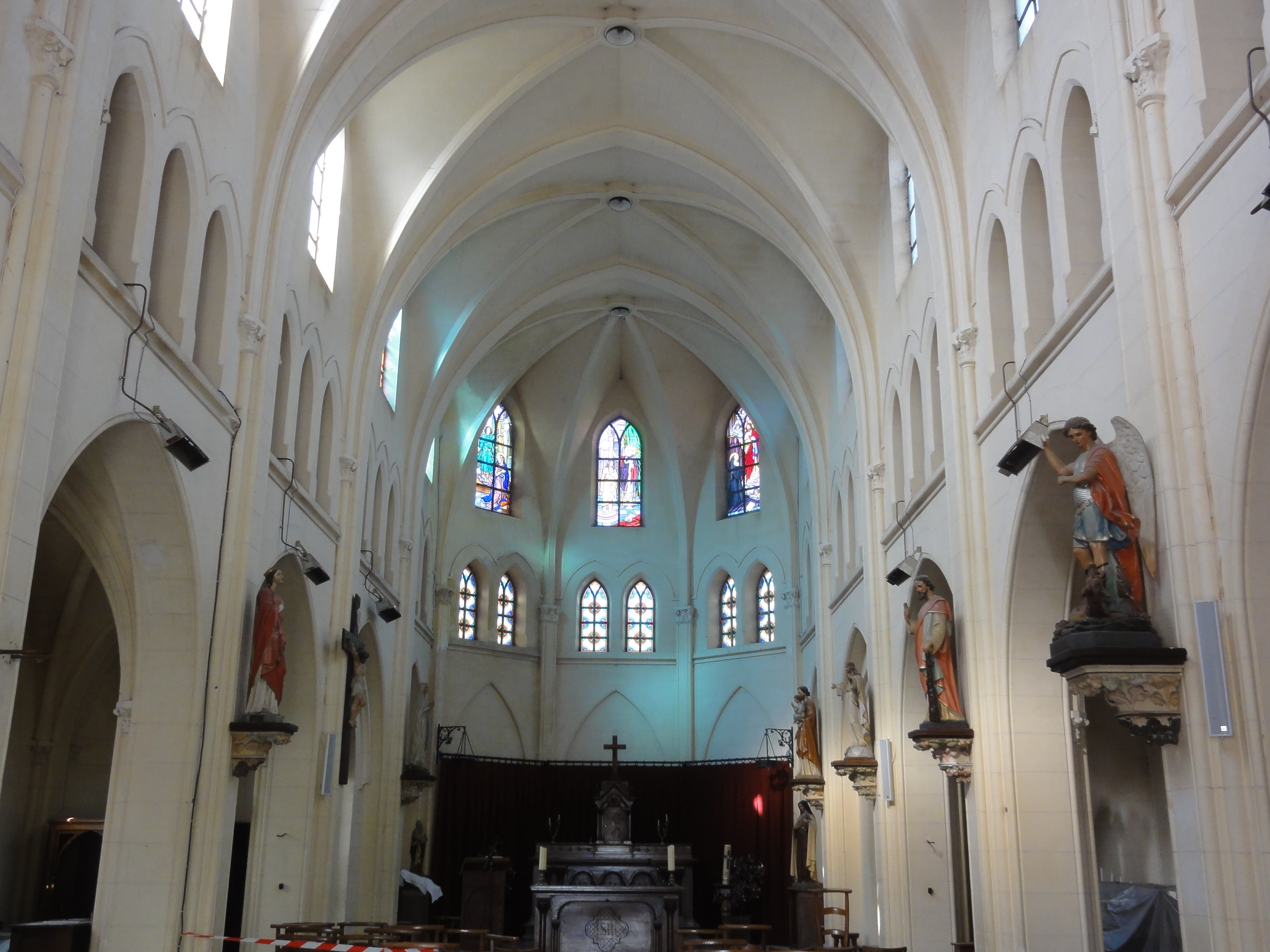
Nef

## Localisation
L'église est située sur la commune de Gricourt, dans le département de l'Aisne.